# MovieMeter
MovieMeter (MoMe) is een Nederlandstalige website over films die is opgericht in 2000. De site bevat een filmdatabase met informatie en recensies over films die in Nederland en België zijn uitgekomen. In april 2021 waren er ruim 147.000 filmtitels opgenomen.

## Geschiedenis
In 2000 zette Jordy de Jong de website 'Jordy's Movie Meter' op, een verwijzing naar 'Mioch's Movie Meter' dat een rating-systeem is dat René Mioch in zijn programma's had. De Jong plaatste na elk bioscoopbezoek zijn beoordeling op de website. In hetzelfde jaar werd de functionaliteit van de website uitgebreid zodat ook bezoekers filminformatie kunnen plaatsen en werd de naam veranderd in MovieMeter. In 2019 verkocht De Jong de website aan Fanreach B.V. (Realtimes)

## Apps
In 2009 werd een officieuze app ontwikkeld voor Android. In 2012 bracht de website een app uit voor iOS. De database van MovieMeter wordt daarnaast ook gebruikt door de apps Filmfanaat en Moovi.